# Ілсе Пауліс
Ілсе Пауліс (нід. Ilse Paulis, нар. 30 липня 1993, Лейдердорп, Нідерланди) — нідерландська веслувальниця, олімпійська чемпіонка 2016 року, бронзова призерка Олімпійських ігор 2020 року, чемпіонка світу та Європи.

## Виступи на Олімпіадах
| Олімпіада           | Дисципліна               | Місце |
| ------------------- | ------------------------ | ----- |
| Ріо-де-Жанейро 2016 | парна двійка, легка вага | 1     |
| Токіо 2020          | парні двійки, легка вага | 3     |

## Зовнішні посилання
- Ілсе Пауліс — олімпійська статистика на сайті Sports-Reference.com (англ.) (архівна версія)
- Профіль [Архівовано 16 квітня 2021 у Wayback Machine.] на сайті FISA.

1. ↑  Ilse Paulis